# Carlotta Case Hall
Carlotta Case Hall (* 1880; † 1949) war eine US-amerikanische Botanikerin. Ihr botanisches Autorenkürzel lautet „C.C.Hall“.
Sie studierte Botanik an der University of California in Berkeley und schloss ihre Studien 1905 ab. 1910 heiratete sie ihren ehemaligen Kommilitonen Harvey Monroe Hall. Später wurde sie Professorin für Botanik an dieser Universität. Sie befasste sich hauptsächlich mit Farnen.

## Gesellschaftliches Engagement
Hall war Mitglied der Californian Academy of Sciences sowie korrespondierendes Mitglied verschiedener Gelehrtengesellschaften in Europa.

## Veröffentlichungen (Auswahl)
- A Yosemite flora: a descriptive account of the ferns and flowering plants, including the trees, of the Yosemite national park; with simple keys for their identification; designed to be useful throughout the Sierra Nevada mountains, zusammen mit Harvey Monroe Hall, 1912, Herausgeber: P. Elder & Co. 282 S., Nachdruck für BiblioBazaar 2010, 328 S., ISBN 1149076437
- The Pacific coast species of Polypodium, Herausgeber: University of California, 48 S., 1918
- Observations on Western Botrychiums, Am. Fern J. 33 (4), S. 119–130, 1943
- A Pellaea of Baja California, Am. Fern J. 37 (4), S. 111–114, 1947
- Notholaena Copelandii, a Newly Recognized Species of the Texano-Mexican Region, Am. Fern J. 40 (2), S. 178–187, 1950

## Ehrungen
Nach Carlotta Case Hall wurde Aspidotis carlotta-halliae (W.H.Wagner) E.F.Gilbert & Lellinger aus der Familie der Saumfarngewächse benannt.